# Gerrhopilus
Gerrhopilus – rodzaj węży z rodziny Gerrhopilidae.

## Zasięg występowania
Rodzaj obejmuje gatunki występujące w południowej, południowo-wschodniej Azji (Indie, Sri Lanka, Tajlandia, Filipiny i Indonezja) i na Nowej Gwinei (Indonezja i Papua-Nowa Gwinea). 

## Systematyka

### Etymologia
Gerrhopilus: gr. γερρον gerrhon „plecionka, tarcza z plecionki”; πιλος pilos „czapka”.

### Podział systematyczny
Do rodzaju należą następujące gatunki:

- Gerrhopilus addisoni Kraus, 2017
- Gerrhopilus andamanensis (Stoliczka, 1871)
- Gerrhopilus ater (Schlegel, 1839)
- Gerrhopilus beddomii (Boulenger, 1890)
- Gerrhopilus bisubocularis (Boettger, 1893)
- Gerrhopilus ceylonicus (Smith, 1943)
- Gerrhopilus depressiceps (Sternfeld, 1913)
- Gerrhopilus eurydice Kraus, 2017
- Gerrhopilus flavinotatus Kraus, 2023
- Gerrhopilus floweri (Boulenger, 1899)
- Gerrhopilus fredparkeri (Wallach, 1996)
- Gerrhopilus hades (Kraus, 2005)
- Gerrhopilus hedraeus (Savage, 1950)
- Gerrhopilus inornatus (Boulenger, 1888)
- Gerrhopilus lestes Kraus, 2017
- Gerrhopilus lorealis Kraus, 2023
- Gerrhopilus mcdowelli (Wallach, 1996)
- Gerrhopilus mirus (Jan, 1860)
- Gerrhopilus oligolepis (Wall, 1909)
- Gerrhopilus papuanorum Kraus, 2023
- Gerrhopilus persephone Kraus, 2017
- Gerrhopilus polyadenus Kraus, 2023
- Gerrhopilus slapcinskyi Kraus, 2023
- Gerrhopilus sumatranus Wynn, 2021
- Gerrhopilus suturalis (Brongersma, 1934)
- Gerrhopilus thurstoni (Boettger, 1890)
- Gerrhopilus tindalli (Smith, 1943)
- Gerrhopilus wallachi Kraus, 2023